# NorCom
Die in München ansässige NorCom Information Technology GmbH & CO KGaA wurde im Jahr 1989 gegründet. Gründer und alleiniger Geschäftsführer ist Viggo Nordbakk. Die NorCom ist im General Standard der Deutschen Börse AG gelistet. Der Börsengang des Unternehmens erfolgte im Jahr 1999.

## Geschäftstätigkeit
Die NorCom Information Technology GmbH & Co KGaA ist in den Bereichen Big Data, Big Infrastructure und Information Management tätig. Über seine Kernkompetenz Asset Based Consulting bietet das IT- und Beratungsunternehmen seinen Kunden IT-Architektur für verschiedenste Business Cases. NorCom erstellt Lösungen – entweder auf Basis eines selbst entwickelten Software-Frameworks oder von Open-Source-Projekten. Zum Consulting-Bereich gehören verschiedene Dienstleistungen, die von der klassischen Management-Beratung über die Analyse und Optimierung von Geschäftsprozessen bis hin zur Netzwerkintegration und -sicherheit reichen.
Einer der größten Kunden der NorCom im Bereich IT-Consulting ist die Bundesagentur für Arbeit mit ihrem Hauptsitz in Nürnberg. Die Zusammenarbeit mit der Bundesagentur besteht seit 2003. Im Jahr 2008 erfolgte eine große Auftragserteilung über Betriebsunterstützungsleistungen mit einem Volumen von ca. 30 Mio. Euro über 3 Jahre – dieser Vertrag wurde Ende 2010 erneut durch die Bundesagentur für Arbeit an NorCom vergeben, mit einer Laufzeit bis 2014. NorCom hat Anfang Dezember 2009 einen weiteren Großauftrag in Höhe von mehr als 10 Mio. Euro über vier Jahre von der Bundesagentur für Arbeit erhalten. Der IT-Dienstleister übernimmt darin unter anderem Basisdienste und Lösungsentwicklung zur Unterstützung der Bürokommunikation.
Im August und September 2013 bekam NorCom Zuschläge für insgesamt drei Lose von der Bundesagentur für Arbeit. Die Lose "BU 2013-Bürokommunikation", "Applikationen" und das neu hinzugewonnene Los "Verfahren" haben ein Auftragsvolumen von 355 Mannjahren innerhalb der nächsten drei Jahre.
Im Juli 2011 hat die NorCom von der DB Systel Rahmenverträge mit einer Laufzeit von drei Jahren ab August 2011 erhalten, mit zweimaliger Verlängerungsoption um je weitere 2 Jahre (potenzielle Gesamtlaufzeit 7 Jahre). Über diese Rahmenvereinbarungen soll NorCom, neben weiteren Unternehmen, über mehrere Jahre hinweg den laufenden Bedarf der DB Systel an Unterstützungsleistungen abdecken. Das Gesamtvolumen wurde von der DB Systel mit ca. 30 Mio. Euro per anno angegeben, allerdings gibt es keine Abnahmeverpflichtung. NorCom schätzt einen Umsatz von etwa 3–5 Mio. Euro pro Jahr als realistisch ein.
2015 entwickelte NorCom die Softwarelösungen Eagle für dokumentenzentrierte Kollaboration und DaSense für Datenmanagement der Big-Data-Technologien für die Automobilbranche.
Anfang 2017 wurde DaSense als strategische Infrastrukturkomponente für die Entwicklung autonomer Fahrzeuge durch die Daimler AG ausgewählt, Ende 2017 erweiterte die Daimler AG dies auf eine DaSense Konzernlizenz.

## Unternehmensstandorte
Der Hauptsitz der NorCom AG befindet sich in München. Das Unternehmen unterhält jeweils eine weitere Niederlassung in Nürnberg, Stuttgart und San Jose, USA.

## Tochtergesellschaften und Beteiligungen
Der NorCom-Konzern umfasst neben der NorCom Information Technology AG drei rechtlich selbstständige Niederlassungen im In- und Ausland, bei denen die NorCom AG über die Mehrheit der Stimmrechte verfügt und die einheitliche Leitung ausübt. Hierzu zählen die 100-prozentigen Tochtergesellschaften DaSense GmbH, Eagle GmbH, NorCom Systems Technology GmbH, MaxiMedia Technologies GmbH sowie die NorCom Information Technology Inc. in den USA.

## Umsatz
Der NorCom-Konzern erzielte im Geschäftsjahr 2020 Umsatzerlöse in der Höhe von 10,1 Mio. Euro.

## Aktionärsstruktur
| Nordbakk Invest GmbH | 26,88 Prozent |
| NorCom AG            | 6,42 Prozent  |
| Liliana Nordbakk     | 5,5 Prozent   |